# NN-192
La carretera NN-192 es una vía departamental secundaria que se localiza en el departamento de Carazo, Nicaragua. Esta ruta, con una longitud de 6.42 kilómetros, fue inaugurada en 2024 y conecta el km 46 de Jinotepe con el límite departamental con Masaya, facilitando la conexión interdepartamental en la región central del país.

## Trazado y cruces
A continuación se detalla el trazado de la carretera NN-192:
| km   | Localidad         | Departamento | Conexión / Ruta |
| ---- | ----------------- | ------------ | --------------- |
| 0.0  | Km 46, Jinotepe   | Carazo       |                 |
| 6.42 | Límite con Masaya | Carazo       |                 |